# عملية ميناء أشدود
عملية ميناء أشدود كانت عملية انتحارية نُفِّذت في 14 مارس 2004 في ميناء أشدود بمدينة أشدود، إسرائيل رداً على استشهاد ثلاثة فلسطينيين برصاص إسرائيلي بالقرب من مستوطنة نتساريم بقطاع غزة.

## العملية

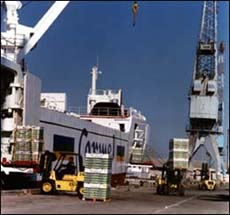
ميناء أشدود.

تبنت العملية كلا من كتائب عز الدين القسام الجناح العسكري لحركة المقاومة الإسلامية (حماس) وكتائب شهداء الأقصى التابعة لحركة التحرير الفلسطيني (فتح)، والعملية نفذها نبيل إبراهيم مسعود من كتائب الأقصى ومحمد زهير سالم من كتائب القسام.
الأول فجر نفسه داخل الميناء قرب المخازن الكيمياوية في المنطقة فيما فجر الآخر نفسه بعد لحظات عند مدخله. وأوضح المراسل أن منفذي العملية يبلغان من العمر 18 عاما وقدما من مخيم جباليا في قطاع غزة مما يعني تمكنهما من تجاوز جميع العراقيل الأمنية الإسرائيلية. وقتل جراء تلك العملية 11 إسرائيلي وجرح 20 آخرين.
وقد سارعت إسرائيل إلى إعلان حالة التأهب القصوى عقب الهجوم ونشرت قواتها في تل أبيب وفي محيط الميناء الذي شوهدت مروحيات تجوب الميناء وفي الأراضي المتاخمة للأراضي الفلسطينية. وقد هرعت سيارات الإسعاف إلى مكان الحادث بينما طوقت قوات الأمن المنطقة. وكان هناك حالة من الفوضى والتخبط تسود المكان خصوصا في وسط الأجهزة الأمنية التي فتحت تحقيقا لمعرفة كيفية حدوث هذا الاختراق الأمني الخطير.
وقد اُتهم نزار ريان بأنه الممول والمسؤول المباشر عن تنفيذ تلك العملية.

## تداعيات
من تداعيات تلك العملية أن أصدر شارون أمرا بتصفية عبد العزيز الرنتيسي الذي اغتيل بتاريخ 17 أبريل 2004.